# Spencer (Iowa)
Spencer és una població dels Estats Units a l'estat d'Iowa. Segons el cens del 2000 tenia 11.317 habitants.

## Demografia
Segons el cens del 2000, Spencer tenia 11.317 habitants, 4.842 habitatges, i 3.011 famílies. La densitat de població era de 431,8 habitants/km².
Dels 4.842 habitatges en un 29,3% hi vivien nens de menys de 18 anys, en un 51,4% hi vivien parelles casades, en un 7,7% dones solteres, i en un 37,8% no eren unitats familiars. En el 33% dels habitatges hi vivien persones soles el 15,1% de les quals corresponia a persones de 65 anys o més que vivien soles. El nombre mitjà de persones vivint en cada habitatge era de 2,28 i el nombre mitjà de persones que vivien en cada família era de 2,89.
Per edats la població es repartia de la següent manera: un 23,8% tenia menys de 18 anys, un 8,9% entre 18 i 24, un 26,7% entre 25 i 44, un 21,3% de 45 a 60 i un 19,4% 65 anys o més.
L'edat mediana era de 39 anys. Per cada 100 dones de 18 o més anys hi havia 85,4 homes.
La renda mediana per habitatge era de 32.970 $ i la renda mediana per família de 43.145 $. Els homes tenien una renda mediana de 30.537 $ mentre que les dones 21.709 $. La renda per capita de la població era de 19.153 $. Entorn del 7,3% de les famílies i el 9,5% de la població estaven per davall del llindar de pobresa.

## Poblacions més properes
El següent diagrama mostra les poblacions més properes.